# ترينت وليامز
ترينت وليامز (بالإنجليزية: Trent Williams)‏ هو لاعب كرة قدم أمريكية أمريكي، ولد في 19 يوليو 1988 في لونغفيو في الولايات المتحدة.

## وصلات خارجية
- ترينت وليامز على موقع مرجع كرة القدم المحترفة.كوم (الإنجليزية)